# Pane e fiore
Pane e fiore (persiano: نون و گلدون‎, Nun va goldun) è un film del 1996 diretto da Mohsen Makhmalbaf.

## Trama
Un ribelle che vent’anni prima ha accoltellato una guardia dello Scià è diventato regista. L’ex guardia che si presenta a lui gli propone di diventare attore di un suo film. Si può tornare a narrare quell’episodio? Che ruolo sosterranno, nella finzione, coloro che ne furono i reali protagonisti?

## Riconoscimenti
Il film è stato candidato per il Pardo d'oro ed ha ricevuto la Menzione speciale all'edizione del 1996 del Festival internazionale del film di Locarno.